# Frépillon
Frépillon é uma comuna francesa na região administrativa da Ilha de França, no departamento do Vale do Oise. Estende-se por uma área de 3.35 km². Em 2010 a comuna tinha 3 383 habitantes (densidade: 1 009,9 hab./km²).